# Polyptychus trisecta
Polyptychus trisecta är en fjärilsart som beskrevs av Aurivillius 1901. Polyptychus trisecta ingår i släktet Polyptychus och familjen svärmare. Inga underarter finns listade i Catalogue of Life.